# Heißer Verdacht (Fernsehserie)
Heißer Verdacht (englischer Originaltitel: Prime Suspect) ist eine britische Krimiserie (1991–2006), deren Erfolg verschiedene Krimiserien mit weiblichen Führungspersonen möglich machte (u. a. Gerichtsmedizinerin Dr. Sam Ryan, Commander). Entwickelt wurde die Reihe von der Autorin Lynda La Plante, die sich für die Hauptfigur Jane Tennison von einem realen Vorbild inspirieren ließ.
Zunächst war nur ein Zweiteiler geplant. Aufgrund des großen Erfolgs wurden aber weitere Teile gedreht, die unterschiedliche Längen aufweisen und je Staffel aus ein und drei Teilen bestehen. Nach der fünften Staffel verließ Helen Mirren, die Darstellerin von DCI Tennison, die Serie, drehte aber ab 2003 zwei späte Nachzügler, an deren Ende die Ermittlerin in Pension geht.
Die einzelnen Staffeln der Serien wurden in zweiteiligen, ca. 90-minütigen Episoden in Miniserien-Form produziert, deren Handlungen in sich abgeschlossen sind. Eine Ausnahme bildet die vierte Staffel, in welcher die Episoden nicht aus Zweiteilern, sondern aus drei in sich abgeschlossenen Episoden besteht.
Die beiden Episoden der ersten Staffel sowie der dritten Staffel wurden von La Plante verfasst. Die zweite Staffel stammt aus der Feder von Allan Cubitt, der später The Fall – Tod in Belfast entwickeln sollte. Für die Drehbücher der vierten Staffel waren Paul Billing (Episode 1), Eric Deacon und Meredith Oakes (Episode 2) sowie Guy Hibbert (Episode 3) verantwortlich. Guy Andrews verfasste das Drehbuch zum Zweiteiler der 5. Staffel, Peter Berry für die 6. sowie Frank Deasy für die beiden Episoden der 7. und letzten Staffel.
Unter den vielen Auszeichnungen, die die Serie gewann, fallen allein drei Auszeichnungen für den British Academy Television Award auf Helen Mirren als Hauptdarstellerin sowie zwei für den Emmy (Auszeichnungen 1996 und 2007). Als Höhepunkt folgten für die voraussichtlich letzte Episode Prime Suspect: Das Finale zwei Nominierungen für den Golden Globe und drei weitere Emmys für Regie, Drehbuch und Hauptdarstellerin Helen Mirren (sowie eine Nominierung als beste Miniserie). Am 3. Oktober 2009 erhielt die Autorin Lynda La Plante anlässlich des Cologne Conference Filmfestivals in Köln den TV Spielfilm Preis, gestiftet von der Zeitschrift TV Spielfilm.
Zu den Nebendarstellern einzelner Folgen gehören u. a. Tom Wilkinson, Ralph Fiennes, David Thewlis, Robert Glenister und Ciarán Hinds.
2017 erschien mit der sechsteiligen britischen Miniserie Prime Suspect 1973 ein Prequel. Die Rolle der jungen Jane Tennison spielte darin Stefanie Martini.

## Inhalt
Detective Chief Inspector (später Detective Superintendent) Jane Tennison ist eine Polizeibeamtin, die sich nicht nur mit Kriminalfällen um Pädophilie, Kindesmissbrauch und Prostitution herumschlagen muss, sondern sich auch des Sexismus und der Vorurteile ihrer Kollegen und Vorgesetzten zu erwehren hat. Dabei handelt sie nicht selten gegen ausdrückliche Anweisungen der Vorgesetzten, selbst wenn ihr erhebliche Konsequenzen drohen.
Das Privatleben der Ermittlerin leidet unter der Arbeit: eine Beziehung hält kaum einmal über eine Folge hinweg und die Distanz zur Familie wird größer. Im Verlauf der Serie kann sie die Anforderungen des Berufes nur dank übermäßigem Alkoholkonsum ertragen, erkennt am Ende aber die Notwendigkeit, sich diesbezüglich helfen zu lassen. Um ihre Karriere nicht zu gefährden, entschließt sie sich außerdem zu einem Schwangerschaftsabbruch.
Nicht immer enden die Ermittlungen mit einer Verhaftung. Selbst wenn Tennison die Fälle löst, kann sie nicht immer eine Verurteilung erwirken. Mehrfach überlegt sie am Ende einer Staffel, die Abteilung zu verlassen oder sich versetzen zu lassen. Am Ende zerbrechen die Beziehungen zu den letzten Verwandten, ihr einziger Vertrauter wird umgebracht, und sie geht in Rente.

## Folgen
| Nr.                      | Titel                                        | Erstausstrahlung         |                        |                        |                        |
| Staffel 1 – Series One   | Staffel 1 – Series One                       | Staffel 1 – Series One   | Staffel 1 – Series One | Staffel 1 – Series One | Staffel 1 – Series One |
| ------------------------ | -------------------------------------------- | ------------------------ | ---------------------- | ---------------------- | ---------------------- |
| 1                        | Prime Suspect, Part 1                        | 7. April 1991            |                        |                        |                        |
| 1                        | Heißer Verdacht, Teil 1                      | 8. Juli 1992             |                        |                        |                        |
| 2                        | Prime Suspect, Part 2                        | 7. April 1991            |                        |                        |                        |
| 2                        | Heißer Verdacht, Teil 2                      | 8. Juli 1992             |                        |                        |                        |
| Staffel 2 – Series Two   |                                              |                          |                        |                        |                        |
| 3                        | Prime Suspect II: Operation Nadine, Part 1   | 15. Dezember 1992        |                        |                        |                        |
| 3                        | Operation Nadine, Teil 1                     | 6. März 1995             |                        |                        |                        |
| 4                        | Prime Suspect II: Operation Nadine, Part 2   | 15. Dezember 1992        |                        |                        |                        |
| 4                        | Operation Nadine, Teil 2                     | 13. März 1995            |                        |                        |                        |
| Staffel 3 – Series Three |                                              |                          |                        |                        |                        |
| 5                        | Prime Suspect III, Part 1                    | 19. Dezember 1993        |                        |                        |                        |
| 5                        | Aktion Soko, Teil 1                          | 20. März 1995            |                        |                        |                        |
| 6                        | Prime Suspect III, Part 2                    | 20. Dezember 1993        |                        |                        |                        |
| 6                        | Aktion Soko, Teil 2                          | 27. März 1995            |                        |                        |                        |
| Staffel 4 – Series Four  |                                              |                          |                        |                        |                        |
| 7                        | Prime Suspect IV: The Lost Child             | 30. April 1995           |                        |                        |                        |
| 7                        | Kind vermisst                                | 4. Dezember 1996         |                        |                        |                        |
| 8                        | Prime Suspect IV: Inner Circles              | 7. Mai 1995              |                        |                        |                        |
| 8                        | Seilschaften                                 | 21. April 1997           |                        |                        |                        |
| 9                        | Prime Suspect IV: Scent of Darkness          | 15. Mai 1995             |                        |                        |                        |
| 9                        | Der Duft des Todes                           | 26. März 1997            |                        |                        |                        |
| Staffel 5 – Series Five  |                                              |                          |                        |                        |                        |
| 10                       | Prime Suspect V: Errors of Judgement, Part 1 | 20. Oktober 1996         |                        |                        |                        |
| 10                       | Tödliche Verstrickung, Teil 1                | 27. Januar 1998          |                        |                        |                        |
| 11                       | Prime Suspect V: Errors of Judgement, Part 2 | 20. Oktober 1996         |                        |                        |                        |
| 11                       | Tödliche Verstrickung, Teil 2                | 28. Januar 1998          |                        |                        |                        |
| Staffel 6 – Series Six   |                                              |                          |                        |                        |                        |
| 12                       | Prime Suspect VI: The Last Witness, Part 1   | 9. November 2003         |                        |                        |                        |
| 12                       | Die letzten Zeugen, Teil 1                   | 2. Mai 2004              |                        |                        |                        |
| 13                       | Prime Suspect VI: The Last Witness, Part 2   | 9. November 2003         |                        |                        |                        |
| 13                       | Die letzten Zeugen, Teil 2                   | 9. Mai 2004              |                        |                        |                        |
| Staffel 7 – Series Seven |                                              |                          |                        |                        |                        |
| 14                       | Prime Suspect: The Final Act, Part 1         | 12. November 2006        |                        |                        |                        |
| 14                       | Das Finale, Teil 1                           | 30. September 2007 (ZDF) |                        |                        |                        |
| 15                       | Prime Suspect: The Final Act, Part 2         | 19. November 2006        |                        |                        |                        |
| 15                       | Das Finale, Teil 2                           | 7. Oktober 2007 (ZDF)    |                        |                        |                        |

## Vermarktung
Die Staffeln 1 bis 6 sind auf DVD erhältlich.
Ein Zwei-Teiler ist ab Mai 2017 auf „Amazon Prime“ im Channel „Cirkus“ verfügbar.
2016 wurden alle Episoden erstmals vollständig auf ServusTV Deutschland in Deutschland im Free-TV ausgestrahlt.